# Luana Bühler
Luana Bühler (* 28. April 1996 in Wolhusen) ist eine Schweizer Fussballspielerin.

## Kindheit und schulische Ausbildung
Luana Bühler ist zusammen mit fünf Geschwistern in Altishofen aufgewachsen.
Ihren Schulbesuch an der Kantonsschule Willisau schloss sie im Jahr 2015 mit Matura ab. 2019 schloss sie ein Bachelorstudium in Betriebswirtschaft an der Universität Zürich ab. Seitdem absolviert sie ein Master-Fernstudium im selben Fach.

## Karriere

### Vereine
Bühler spielte als Juniorin beim FC Schötz, wo sie in Jungenteams spielte. Im Juli 2012 wechselte sie zum SC Kriens in die Nationalliga A, wo sie im November desselben Jahres im Schweizer Cup ihr erstes Spiel mit der ersten Mannschaft absolvierte. 2014 wurde ihre Mannschaft in den FC Luzern integriert. 2016 musste sie wegen ihres zweiten Kreuzbandrisses nach 2011 für fast ein Jahr pausieren. 2017 wechselte sie zum FC Zürich, für den sie auch in der Champions League spielte. 2018 gewann sie mit dem Verein das Double. Im Sommer 2018 erfolgte der Wechsel zur TSG 1899 Hoffenheim in die Bundesliga.
Zur Saison 2023/24 wurde sie vom englischen Erstligisten Tottenham Hotspur WFC verpflichtet und mit einem bis zum 30. Juni 2025 datierten Vertrag ausgestattet.

### Nationalmannschaft
Bühler spielte am 28. Februar 2018 am Zypern-Cup gegen Italien zum ersten Mal in der A-Nationalmannschaft. Sie nahm an der Europameisterschaft 2022 teil und stand in zwei von drei Gruppenspielen in der Startformation der Schweizerinnen. Die Schweiz schied nach der Vorrunde aus. Sie nahm auch an der Weltmeisterschaft 2023 teil. Sie stand im ersten Spiel in der Startformation, wurde dann jedoch aufgrund muskulärer Probleme nicht mehr eingesetzt. Die Schweiz schied im Achtelfinal aus. Auch für die Europameisterschaft 2025 wurde sie aufgeboten. Aufgrund von Kniebeschwerden konnte sie jedoch nicht teilnehmen.

## Erfolge
- Schweizer Meisterin: 2018
- Schweizer Cupsiegerin: 2018